# Август Дерлет
Август Вільям Дерлет (24 лютого 1909 , Сок-Сіті, Вісконсин  — 4 липня 1971 , Сок-Сіті, Вісконсин ) — американський автор оповідань жахів, видавець і редактор антологій; також відомий під псевдоніми Ернест Блайдаун, Стівен Грендон, Кеньйон Холмс, Джордж Шелтон, Майкл Вест.

## Біографія
Син Вільяма Джуліуса Дерлета та Роуз Луїзи Волк, він виріс у місті Сок-Сіті (штат Вісконсин). У віці 16 років він продав своє перше оповідання до журналу Weird Tales. Дерлет писав оповідання протягом чотирьох років навчання в Університеті Вісконсин-Медісон, який він закінчив у 1930 році. Під час навчання в університеті він недовго працював редактором у журналі Mystic Magazine.
У середині 1930-х років він працював - спочатку клерком, а потім президентом - у місцевій шкільній раді та заснував асоціацію для сприяння контактам між батьками та вчителями. Він також читав лекції з американської літератури у Вісконсинському університеті.
У 1941 році він став редактором газети The Capital Times у Медісоні, з якої пішов у відставку в 1960 році.
Згодом одружився з Сандрою Евелін Вінтерс 6 квітня 1953 року; через шість років вони розлучилися, і Дерлет отримав опіку над їхніми двома дітьми, Ейпріл Роуз і Волденом Вільямом. У 1960 році Дерлет почав писати і видавати поетичний журнал під назвою Hawk and Whippoorwill.
Помер 4 липня 1971 року і був похований на міському кладовищі Саук.

### Літературна кар'єра
Хоча він був дуже плідним автором у багатьох жанрах, Дерлет найбільше запам'ятався своєю дружбою з Говардом Філліпсом Лавкрафтом і внеском у "Міфи Ктулху" (термін, до речі, був придуманий самим Дерлетом).
Роботи Дерлета зосереджені на постійній боротьбі між добром і злом, що відповідає його християнському світогляду і контрастує з лавкрафтівською ідеєю всесвіту, позбавленого будь-яких моральних законів.
Коли Лавкрафт помер у 1937 році, Дерлет і Дональд Вандрей зібрали низку оповідань покійного письменника і спробували видати їх в одному томі. Оскільки видавці не виявили особливого інтересу до їхньої ініціативи, вони вирішили заснувати власне видавництво "Аркхем Хаус" у 1939 році; назва компанії походить від вигаданого міста Аркхем, присутнього в численних оповіданнях Лавкрафта. У 1939 році "Arkham House" опублікував "Аутсайдер та інші", велику збірку, що містить більшість оповідань Лавкрафта. Другою публікацією молодого видавництва стала "Хтось у темряві", збірка оповідань жахів, написана Дерлетом.
Після смерті Лавкрафта Дерлет написав серію оповідань, заснованих на фрагментах і нотатках, залишених письменником з Провіденса. Ці оповідання спочатку були опубліковані в журналі "Weird Tales", а згодом і у вигляді окремих книжок. Дерлет підписав ці твори своїм ім'ям, яке стояло перед іменем Лавкрафта, що викликало сумніви у багатьох критиків, що Дерлет насправді використовував славу Лавкрафта для публікації того, що по суті було його власними творами, як, зрештою, і було з'ясовано згодом.
Багато дослідників творчості Лавкрафта, серед яких Дірк В. Мозіг і С. Т. Джоші, також були незадоволені тим, що Дерлет винайшов термін "Міфи Ктулху", але ніхто не може заперечити велику заслугу Дерлета в тому, що він прославив твори Лавкрафта, опублікувавши їх і зробивши їх відомими широкому загалу.
Відомі його детективні оповідання з Соларом Понсом у головній ролі, детективом, дуже схожим на персонажа Шерлока Холмса. У 1971 році він був прийнятий в члени Бейкер-стріт Іррегуляр, літературного об'єднання найбільших шанувальників детектива.